# Melanaethus pensylvanicus
Melanaethus pensylvanicus är en insektsart som först beskrevs av Victor Antoine Signoret 1883.  Melanaethus pensylvanicus ingår i släktet Melanaethus och familjen taggbeningar. Inga underarter finns listade i Catalogue of Life.